# Kärleksprovet
Kärleksprovet (italienska: Alfredo Alfredo) är en italiensk-fransk komedifilm från 1972 i regi av Pietro Germi.

## Utmärkelser
Filmen vann priset David di Donatello för bästa film 1973.

## Roller (urval)
- Dustin Hoffman – Alfredo
- Stefania Sandrelli – Maria Rosa
- Carla Gravina – Carolina
- Saro Urzì – Maria Rosas far
- Duilio Del Prete – Oreste
- Luigi Baghetti – Alfreds far
- Danika La Loggia – Maria Rosas mor
- Clara Colosimo – Carolinas mor
- Daniele Patella – Carolinas far
- Vittorio Duse – domaren
- Ettore Geri – bankdirektören
- Renzo Marignano – läkaren